# 末続川
末続川（すえつぎがわ）は、福島県いわき市を流れる河川であり、二級水系末続川水系の本流である。

## 地理
いわき市北東部の久之浜地区を流れる河川であり、地区北部に位置する久之浜町末続西部の山間部を水源地とする。いくつかの支流を集め大字内を東に貫き、JR常磐線末続駅東側にて太平洋に至る。下流側3.2㎞が二級河川として福島県により、上流側0.98kmが普通河川としていわき市により管理されている。河口のすぐ南側では準用河川塩民川が太平洋に注ぐ。

### 流域の自治体
福島県
- いわき市

## 支流
- 大沢川
- 戸之内川
- 渕石川
- 青井作川

## 災害
- 2011年3月11日、東日本大震災による津波が河川を遡上し流域に甚大な被害をもたらした。

## 主な橋梁
- 藤倉橋 - 一級市道150009号新屋敷高田線
- 末続川橋 - 常磐自動車道
- 第1戸ノ内橋 - 一般市道130005号鷽張線
- 第2戸ノ内橋 - 一般市道130006号新屋敷2号線
- 第3戸ノ内橋 - 一般市道130007号新屋敷3号線
- 牛沼橋 - 一般市道130020号牛沼1号線
- 末続橋 - 一般市道130021号牛沼2号線
- 第1青井作沢橋 - 一般市道130024号末続青井作沢線
- 末続橋 - 国道6号
- 末続川橋梁 - JR常磐線
- 末続橋 - 福島県道247号片倉末続停車場線